# Luigi Capponi (scultore)
Luigi Capponi (Milano, ... – Roma, XV secolo) è stato uno scultore italiano.
Allievo di Andrea Bregno, fu autore di una tomba nella chiesa di San Clemente a Roma (1485) e di una pala nella chiesa della Consolazione (1496).